# Мілл-гілл-Іст (станція метро)
51°36′30″ пн. ш. 0°12′37″ зх. д. / 51.608333° пн. ш. 0.210278° зх. д.
Мілл-гілл-Іст (англ. Mill Hill East) — кінцева станція на відгалуженні Мілл-гілл-Іст Північної лінії Лондонського метро. Станція розташована у 4-й тарифній зоні, у районі Мілл-гілл, боро Барнет, Лондон, наступна станція Фінчлі-Сентрал. Пасажирообіг на 2017 рік — 1.38 млн осіб.
Конструкція станції: наземна відкрита з однією прямою береговою платформою.

## Історія
- 1. квітня 1872: відкриття станції у складі Great Northern Railway[3]
- 11 вересня 1939: припинення трафіку Фінчлі-Сентрал - Еджвар для електрифікації та реконструкції[4]
- 18 травня 1941: відкриття трафіку до Мілл-гілл-Іст[5]
- 1 жовтня 1962: припинення вантажного трафіку[6]

## Пересадки
- На автобуси London Bus маршрутів: 221, 240, 382[7][8]